# Mordechaj Goldberg
Mordechaj Goldberg (hebr. מרדכי גולדברג, ur. 1953 w Nowym Jorku) – amerykański rabin, w latach 2006-2008 rabin pomocniczy Gminy Wyznaniowej Żydowskiej w Warszawie.
Licencjat z religioznawstwa uzyskał na Uniwersytecie Stanowym w Nowym Jorku. W 1984 wyemigrował do Izraela, gdzie w 1989 otrzymał smichę rabinacką w Ariel Institute w Jerozolimie.
W latach 1989–1991 przebywał w Szwecji, gdzie pełnił funkcje rabiniczne w gminie żydowskiej w Malmö. Od 1991 przebywał w Rosji, gdzie pełnił funkcje rabiniczne oraz uczył historii i kultury żydowskiej na nowo otwartym Uniwersytecie Żydowskim w Petersburgu. Od 1993 jest wykładowcą w szkołach w Jerozolimie, m.in. Yakar Center for Tradition and Creativity. W latach 2006–2008 był rabinem pomocniczym Gminy Wyznaniowej Żydowskiej w Warszawie.
Dziadkowie Mordechaja Goldberga, od strony ojca wyemigrowali w 1918 do Stanów Zjednoczonych z Parczewa. Rodzina od strony matki pochodziła z Czarnobyla na Ukrainie. Ojciec był rabinem konserwatywnym w synagodze na Long Island.